# 鈴木竹雄
鈴木 竹雄（すずき たけお、1905年〈明治38年〉5月23日 - 1995年〈平成7年〉12月9日）は、日本の法学者。専門は商法。学位は、法学博士（東京大学・論文博士・1962年）。東京大学名誉教授。法制審議会商法部会長、日本学士院会員。田中耕太郎門下。弟子に北沢正啓、古瀬村邦夫、竹内昭夫、田中諄之輔、平出慶道、近藤弘二、前田庸など。

## 来歴・人物
神奈川県出身。1976年日本学士院会員、1989年文化勲章。1990年春の園遊会に招待された。1995年12月9日午前3時20分に肺炎の為死去。晩年は東京都港区南麻布に住んだ。財政学者で東京大教授等を務めた鈴木武雄と区別するために「バンブー鈴木」と呼ばれる事がある。『商法』、『会社法』、『手形法・小切手法』、『商法第一部講義案』他著書・論文多数。

## 学説

### 会社法学説
会社法学説において、松田判事とはしばしば論争（共益権論争など）を繰り広げたが、結果、昭和の日本の商法学の発展に大きく貢献したといえる。また、八幡製鉄事件で政治献金が会社の目的に含まれるのか法廷で論争となった際には、商法学者としての立場から肯定説を主張し、最高裁判決を支持したが、後述するような鈴木の血筋・経歴ともあいまって、体制寄り・資本家寄りとの批判も受けた。また、鈴木の会社法理論は、現在の高度に国際化した経済社会には対応できないという批判も受けている。

### 手形法学説
手形法学説における手形理論では、二段階創造説を主張した。鈴木は、手形行為を手形債務負担行為と手形権利移転行為に分け、前者は特定の相手方のない単独行為であるとし、したがって、手形債務は手形への署名のみで成立するとするが、後者は手形債務負担行為によって成立した手形債務に対応する権利を手形を交付することによって移転する行為であるとする。鈴木によれば、署名後交付前に流通したいわゆる交付欠缺の事例は、手形への署名により手形債務が発生していることから、第三者は善意取得によって善意無重過失ならば保護されることになる。また、手形振出人に意思の欠缺、意思表示の瑕疵のある場合の事例は、債務負担行為は手形であることを認識しまたは認識しうべくして署名すれば成立するから、民法の規定は全面的に排除されるので、錯誤ないし詐欺の規定による無効ないし取消を主張できないが、具体的に債務を負担する意思がないことを知っていた相手方に対しては一般悪意の抗弁によって権利行使を拒むことができることになる。鈴木の手形学説は、前田庸、平出慶道らの門下生に引き継がれ、現在でも学会に大きな影響力を残しているが、次の二つの方向からの批判がある。そのうちの一つが手形債権の発生について民法理論に忠実な通説である交付契約説からの批判であり、これは法律構成の違いこそあれ結論には差がないといえる。もう一つが手形の流通を保護すべきという結論そのものへの批判であり、これは手形が譲渡される第三者のほとんどが金融業者であって、手形が転々流通などしていない現実と実務を直視する見解といえる。

## 学歴・経歴
- 永田町小学校（現千代田区立麹町小学校）卒業
- 東京府立第一中学校（現東京都立日比谷高等学校）卒業
- 第一高等学校（現東京大学教養学部）文科乙類首席卒業
- 1927年 高等文官試験行政科試験合格。
- 1928年 東京帝国大学法学部卒業。東京帝国大法学部助手
- 1930年 同助教授
- 1940年 同教授。
- 1962年 法学博士（東京大学）（学位論文「手形法の理論」）。
- 1950年 北海道大学教授を兼務（1964年まで）。
- 1957年 東京大学法学部長（1959年まで）。
- 1966年 東京大を定年退官し、同大名誉教授及び上智大学法学部教授に就任。
- 1976年 上智大退職。日本学士院会員。
- 1982年　文化功労者。
- 1989年　文化勲章受章。
- 法制審議会商法部会会長、文部省学術顧問、法務省特別顧問等も務めた。

## 家族・親族
- 父は鈴木商店（現・味の素）第2代社長の鈴木忠治。
- 母は辻井繁七の三女であるマス。
- 伯父は鈴木商店創業者の2代目鈴木三郎助。
- 先妻は子爵・井上勝純の長女である正子。
- 後妻は米谷彦次郎の娘である稔子。
- 長兄は三楽オーシャン（現・メルシャン）社長・会長を務めた鈴木三千代。
- 次兄は工学博士で昭和電線電纜会長を務めた鈴木松雄。
- 妹は大蔵官僚・香川県知事を務めた竹内徳治の妻である千栄。
- 長弟は通商産業省重工業局長等や日揮会長を務めた鈴木義雄。
- 次弟は経済同友会副代表幹事や昭和電工社長・会長を務めた鈴木治雄。
- 三弟は三菱重工業副社長や三菱自動車販売（現・三菱自動車工業）社長を務めた鈴木正雄。
- 四弟は大蔵省国際金融局長や国際通貨基金理事等を務めた鈴木秀雄。
- 末弟は多摩電気工業会長を務めた鈴木泰雄。
- 長女は日本放送協会報道局長やパリ日本文化会館初代館長等を務めた磯村尚徳の妻である文子。
- 次女は慶應義塾大学法学部教授で慶應義塾女子高等学校校長も務めた鈴木千佳子。

## 主要著書・論文
- 『株主平等原則』（『法学協会雑誌』48・3、1930年）
- 『商人概念の再検討』（1939年）
- 『商法研究II会社法（1）』（有斐閣、1971年） - 主要論文を収録
- 『商法研究III会社法（2）』（有斐閣、1971年） - 主要論文を収録
- 『商法とともに歩む』（商事法務研究会、1977年）
- 『商法研究I総論、手形法』（有斐閣、1981年） - 主要論文を収録
- 『証券取引法[新版]』（有斐閣、1984年） - 法律学全集。河本一郎と共著。
- 『会社法[第三版]』（有斐閣、1991年） - 竹内昭夫と共著
- 『手形小切手法[新版]』（有斐閣、1992年） - 法律学全集。新版は前田庸が加筆。
- 『商行為法・保険法・海商法[新版]』（弘文堂、1993年） - 法律学講座双書
- 『幾山河 - 商法学者の思い出』（有斐閣、1993年）
- 『会社法[第五版補訂版]』（弘文堂、1993年） - 法律学講座双書